# No Ordinary World (альбом Джо Кокера)
No Ordinary World — сімнадцятий студійний альбом Джо Кокера, випущений 9 вересня 1999 року в Європі (лейбл Parlophone Records) та 22 серпня 2000 року у США (лейбл Eagle Records). Американська версія платівки містить 2 додаткові композиції та презентована із іншою обкладинкою.

## Список композицій
| #   | Назва                     | Тривалість |
| --- | ------------------------- | ---------- |
| 1.  | «First We Take Manhattan» | 3:44       |
| 2.  | «Different Roads»         | 4:58       |
| 3.  | «My Father's Son»         | 4:29       |
| 4.  | «While You See a Chance»  | 3:51       |
| 5.  | «She Believes in Me»      | 4:44       |
| 6.  | «No Ordinary World»       | 3:52       |
| 7.  | «Where Would I Be Now»    | 5:27       |
| 8.  | «Ain't Gonna Cry Again»   | 4:06       |
| 9.  | «Soul Rising»             | 3:57       |
| 10. | «Naked Without You»       | 4:31       |
| 11. | «Love to Lean On»         | 4:17       |
| 12. | «On My Way Home»          | 4:13       |
| 13. | «Lie to Me»               | 4:01       |
| 14. | «Love Made a Promise»     | 5:03       |

Композиції 13 та 14 доступні тільки в американській версії видання.